# Sven-August Hultin
Sven-August Hultin, född 28 februari 1925 i Lundby församling, Göteborg, död 27 november 2009 i Lidingö församling, Stockholms län
, var en svensk ingenjör. 
Han var brorson till professor Sven Hultin.
Hultin utexaminerades 1948 vid Chalmers tekniska högskola (väg- och vattenbyggnad). Han blev 1963 biträdande ingenjör till överingenjören Tage Olrog som arbetade med planeringen av de nya kärnkraftverken i Ringhals och Forsmark.
Under 1950-talet och tidigt 1960-tal bodde Hultin på flera olika plater i Norrland där han arbetade med konstruktionen av Vattenkraftverk. Han gifte sig 1956 och fick fem barn. 1964 flyttade han med familjen till Lidingö utanför Stockholm där han bodde till sin död 2009.
Hultin blev 1967 överingenjör och 1976 teknisk direktör med plats i koncernledningen för Vattenfall AB. Han invaldes 1984 som ledamot av Ingenjörsvetenskapsakademien. Hultin är begravd på Lidingö kyrkogård.